# Mosede Sogn
Mosede Sogn er et sogn i Greve-Solrød Provsti (Roskilde Stift).
Mosede Kirke blev indviet 3. september 1978, og det nye Mosede Sogn blev udskilt fra Greve Sogn. Det havde hørt til Tune Herred i Roskilde Amt, og ved kommunalreformen i 1970 blev det kernen i Greve Kommune.
I Mosede Sogn findes følgende autoriserede stednavne:
- Mosede (bebyggelse, ejerlav)
- Mosede Strand (bebyggelse)
- Mosede Fort (Kulturhistorisk anlæg)